# Dag Seierstad
Dag Seierstad, född 5 augusti 1936 i Oslo, är en norsk politiker och samhällsdebattör. Han är gift med Frøydis Guldahl och far till Åsne Seierstad.
Seierstad är utbildad fysiker och var under en rad år amanuens i socialpolitik vid Høgskolen i Lillehammer. Han anslöt sig till Sosialistisk Studentlag 1958 samt var medlem i Sosialistisk folkeparti från starten 1961 och partistyrelseledamot 1969–1973. Han var partistyrelseledamot i Sosialistisk Venstreparti 1995–2005, och partiets förstekandidat i Oppland fylke vid stortingsvalen 1993 och 1997. Han är EU-motståndare och skriver artiklar om EU i tidningen Klassekampen.
I november 2006 utgav Pax forlag Festskrift for Dag Seierstad, vilken innehåller ett urval av hans artiklar från 1949 och framåt. År 2006 tilldelades han Neshornet, Klassekampens kulturpris för "sitt langvarige og utrettelig virke for norsk venstreside". Under Nei til EU:s landsmöte den 10 november 2012 utnämndes Seierstad till organisationens förste hedersmedlem.